# Kostymapa
Kostymapa (Pygathrix nemaeus) är en primat i familjen markattartade apor (Cercopithecidae) som förekommer i Sydostasien.

## Utseende
Arten når en kroppslängd mellan 55 och 60 cm och därtill kommer en lika lång eller något längre svans. Hannar är med en vikt mellan 11 och 12,5 kg lite tyngre än honor som når omkring 8,5 kg. Kostymapan är mycket färgglad. Det nakna ansiktet har en vitaktig nos och är annars orangegul. Huvudets topp och överarmen är svartgråa. Bålens övre del är silvergrå och ovanpå handen finns ofta en vit fläck. Låren är svarta och undre delen av bakbenen mörkröd. Vid svansroten finns en trekantig fläck och även svansen är vit.

## Utbredning och habitat
Kostymapans utbredningsområde sträcker sig över norra och centrala Vietnam samt angränsande regioner av Laos. Kanske lever några individer kvar i Kambodja. Habitatet utgörs av städsegröna och lövfällande skogar i låglandet och i bergstrakter upp till 1 600 meter över havet.

## Ekologi
Denna primat är aktiv på dagen och vilar under natten i ett träd med tätt löv. Födan utgörs främst av unga blad samt i viss mån av frukter, frön och växtskott. Kostymapor bildar flockar av flera vuxna hannar och honor samt deras ungar. Hos varje kön finns en hierarki. I flocken förekommer ömsesidig pälsvårdnad och för kommunikationen har de olika läten samt kropps- och ansiktsmimik.
Parningar sker vanligen mellan februari och juni. Dräktigheten varar ungefär 120 dagar och sedan föder honan oftast ett enda ungdjur. Honor blir efter cirka fem år könsmogna och föder troligen vartannat år ungar.

## Hot
Arten hotas främst av jakt. Primatens kroppsdelar används i den traditionella kinesiska medicinen och ungdjur säljs i regionen som sällskapsdjur. Ett annat hot är habitatförstörelsen. Efter Vietnamkriget flyttade många personer till regionen som är kostymapans utbredningsområde. IUCN antar att beståndet minskade med 50 procent under de senaste 30 till 35 åren (tre generationer) och befarar att trenden fortsätter. Arten listas därför som akut hotad (CR).